# حرب الثلاثة عشر عاما

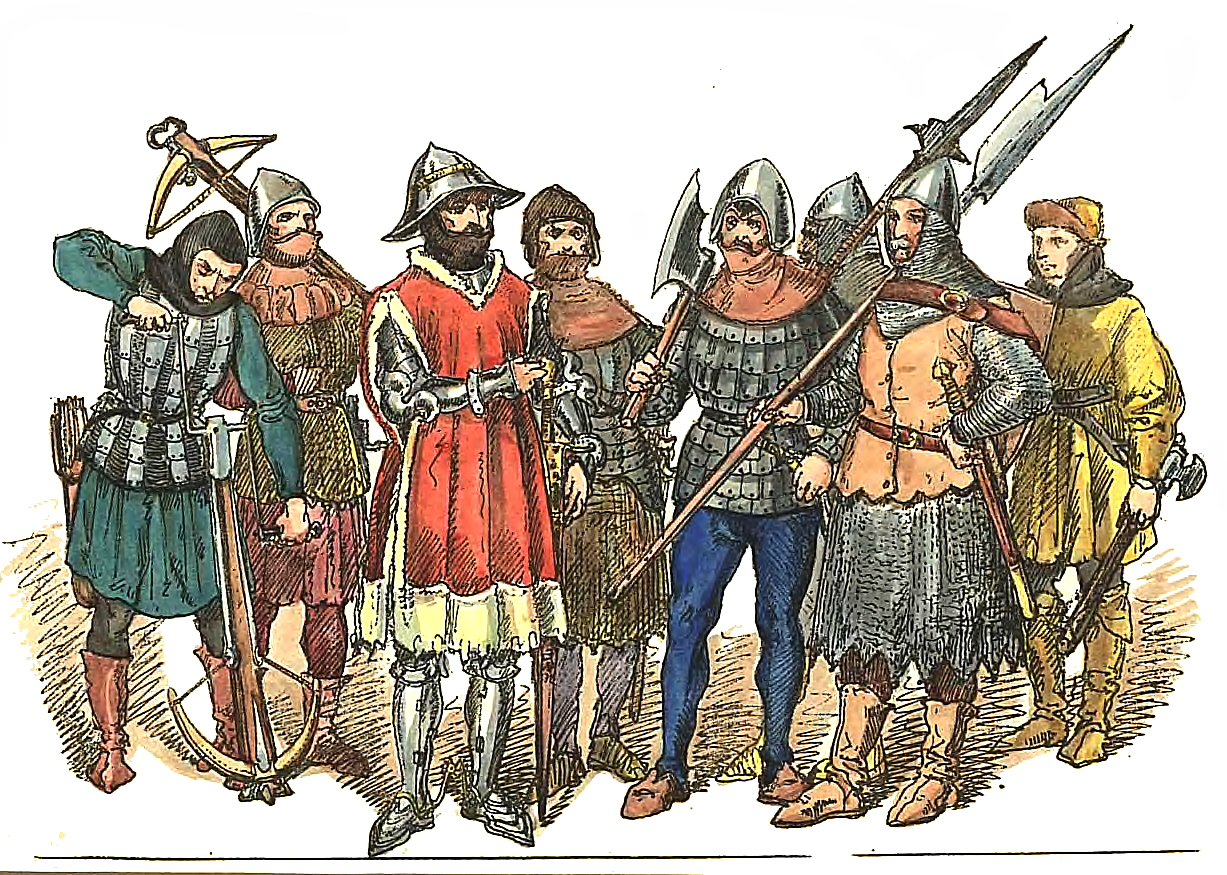
الفرسان البولنديون 1447-1492

حرب الثلاثة عشر عاما (بالألمانية: Dreizehnjähriger Krieg) وتسمى أيضا حرب المدن، كانت صراعا دار بين 1454 - 1466 بين الإتحاد البروسي متحالفا مع مملكة بولندا ودولة النظام التيوتوني.